# Mather & Platt

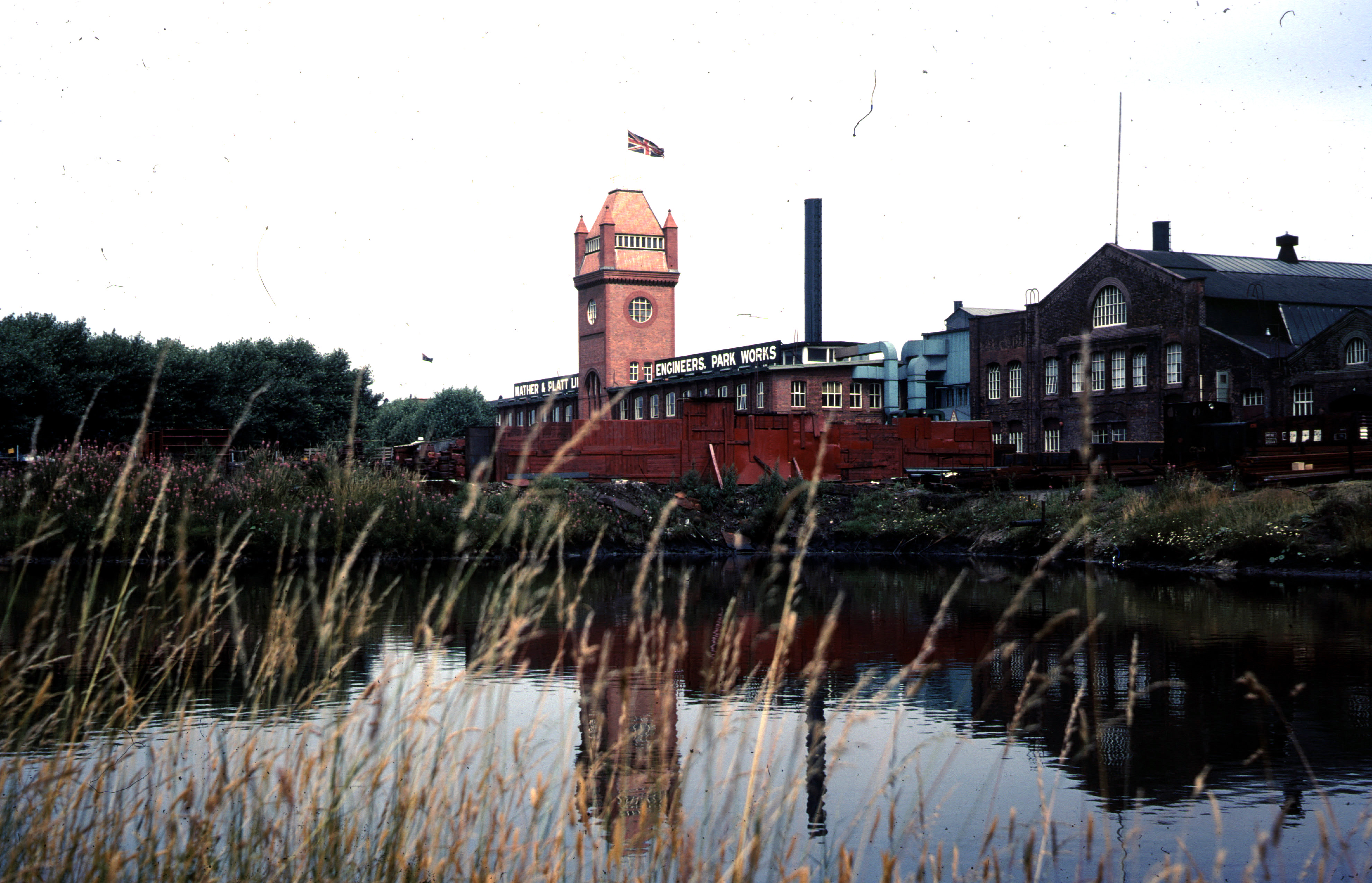
Parc industriel Mather & Platt à Manchester (Angleterre)

Mather & Platt est une grande firme d'ingénierie originaire de Newton Heath à Manchester (Royaume-Uni), où elle était autrefois l'un des principaux employeurs.
Son pôle d'activité est actuellement en Inde; principalement dans la fabrication de pompes.
Son site historique de Manchester ferme ses portes en 2017 après cent dix-sept ans d'activité.

## Histoire
- 1817: M. Peter Mather commence à fabriquer des machines textiles.
- 1837: Mather et Platt absorbe la Salford Ironworks[2].
- 1845: M. Mather, et M. John Platt forment Mather & Platt dans Newton Heath à Manchester (Royaume-Uni).
- 1870: Mather & Platt développe une conception de la pompe centrifuge.
- 1940: Mather & Platt commence la fabrication en Inde avec une usine à Calcutta.
- 1959: Mather & Platt met en place une deuxième unité de fabrication à Chinchwad, Pune.
- 1978: Mather & Platt change ses statuts afin de devenir une société indienne.
- 2005: Mather & Platt devient une filiale de WILO AG, Allemagne.